# National Women's Soccer League 2014
Navigation
NWSL 2013 NWSL 2015
La National Women's Soccer League 2014 est la 2e édition de la National Women's Soccer League.

## Participants
Ce tableau présente les neuf équipes qualifiées pour disputer le championnat 2014. On y trouve le nom des clubs, le nom des entraîneurs et leur nationalité, la date de création du club, le nom des stades ainsi que la capacité de ces derniers.
| Nom du club            | Entraîneur        | DC   | Stade                  | Capacité |
| ---------------------- | ----------------- | ---- | ---------------------- | -------- |
| Boston Breakers        | Tom Durkin        | 2008 | Harvard Stadium        | 30 323   |
| Chicago Red Stars      | Rory Dames        | 2007 | Benedictine University | 3 600    |
| FC Kansas City         | Vlatko Andonovski | 2012 | Verizon Field          | 3 200    |
| Dash de Houston        | Randy Waldrum     | 2013 | BBVA Compass Stadium   | 7 000    |
| Portland Thorns FC     | Paul Riley        | 2012 | Providence Park        | 20 438   |
| Seattle Reign FC       | Laura Harvey      | 2012 | Memorial Stadium       | 6 000    |
| Sky Blue FC            | Jim Gabarra       | 2007 | Yurcak Field           | 5 000    |
| Washington Spirit      | Mark Parsons      | 2012 | Maryland SoccerPlex    | 5 200    |
| Western New York Flash | Aaran Lines       | 2008 | Sahlen's Stadium       | 13 768   |

| \| Breakers Red Stars Kansas City Thorns Reign Sky Blue Spirit Flash Dash \| Localisation des clubs engagés dans le championnat. |
| Breakers Red Stars Kansas City Thorns Reign Sky Blue Spirit Flash Dash                                                           |

## Compétition

### Classement
| Rang | Équipe                 | Pts | J  | G | N | P | Bp | Bc | Diff |
| ---- | ---------------------- | --- | -- | - | - | - | -- | -- | ---- |
| 1    | Seattle Reign          | 26  | 10 | 8 | 2 | 0 | 22 | 8  | +14  |
| 2    | Washington Spirit      | 19  | 11 | 6 | 1 | 4 | 21 | 20 | +1   |
| 3    | Chicago Red Stars      | 19  | 10 | 6 | 1 | 3 | 15 | 7  | +8   |
| 4    | FC Kansas City         | 18  | 12 | 5 | 3 | 4 | 19 | 16 | +3   |
| 5    | Portland Thorns        | 14  | 9  | 4 | 2 | 3 | 10 | 10 | 0    |
| 6    | Western New York Flash | 11  | 10 | 3 | 2 | 5 | 14 | 14 | 0    |
| 7    | Sky Blue               | 10  | 11 | 2 | 4 | 5 | 11 | 18 | -7   |
| 8    | Dash de Houston        | 7   | 10 | 2 | 1 | 7 | 10 | 20 | -10  |
| 9    | Boston Breakers        | 6   | 9  | 2 | 0 | 7 | 13 | 22 | -9   |

### Résultats
| Club                   | Match | Match | Match | Match | Match | Match | Match | Match | Match | Match | Match | Match | Match | Match | Match | Match | Match | Match | Match | Match | Match | Match | Match | Match |
| Club                   | 1     | 2     | 3     | 4     | 5     | 6     | 7     | 8     | 9     | 10    | 11    | 12    | 13    | 14    | 15    | 16    | 17    | 18    | 19    | 20    | 21    | 22    | 23    | 24    |
| ---------------------- | ----- | ----- | ----- | ----- | ----- | ----- | ----- | ----- | ----- | ----- | ----- | ----- | ----- | ----- | ----- | ----- | ----- | ----- | ----- | ----- | ----- | ----- | ----- | ----- |
| Boston Breakers        | SEA   | HOU   | NJ    | NJ    | CHI   | CHI   | KC    | POR   | WAS   | KC    | WAS   | SEA   | NJ    | WNY   | WAS   | SEA   | HOU   | POR   | WNY   | WNY   | KC    | POR   | CHI   | HOU   |
| Boston Breakers        | 3-0   | 2-3   | 3-2   | 1-0   | 1-3   | 1-4   | 0-2   | 4-1   | 2-3   | 07/06 | 11/06 | 19/06 | 22/06 | 27/06 | 02/07 | 06/07 | 11/07 | 20/07 | 25/07 | 03/08 | 06/08 | 10/08 | 13/08 | 17/08 |
| Chicago Red Stars      | WNY   | WAS   | KC    | NJ    | HOU   | BOS   | BOS   | HOU   | NJ    | WAS   | SEA   | NJ    | WNY   | KC    | POR   | POR   | SEA   | POR   | SEA   | HOU   | WAS   | KC    | BOS   | WNY   |
| Chicago Red Stars      | 1-0   | 0-1   | 1-0   | 1-1   | 1-0   | 1-3   | 1-4   | 1-3   | 0-2   | 0-1   | 07/06 | 15/06 | 18/06 | 21/06 | 04/07 | 09/07 | 12/07 | 17/07 | 20/07 | 26/07 | 02/08 | 09/08 | 13/08 | 16/08 |
| Dash de Houston        | POR   | BOS   | SEA   | KC    | CHI   | POR   | KC    | CHI   | WAS   | WNY   | NJ    | WNY   | KC    | WAS   | NJ    | WNY   | BOS   | WAS   | CHI   | SEA   | POR   | SEA   | NJ    | BOS   |
| Dash de Houston        | 0-1   | 2-3   | 2-0   | 0-4   | 1-0   | 0-1   | 2-2   | 1-3   | 3-2   | 1-2   | 08/06 | 11/06 | 14/06 | 28/06 | 02/07 | 05/07 | 11/07 | 17/07 | 26/07 | 30/07 | 03/08 | 06/08 | 09/08 | 17/08 |
| FC Kansas City         | NJ    | WAS   | POR   | CHI   | HOU   | WNY   | WAS   | SEA   | HOU   | SEA   | BOS   | WNY   | BOS   | HOU   | CHI   | POR   | NJ    | POR   | WNY   | NJ    | WAS   | SEA   | BOS   | CHI   |
| FC Kansas City         | 1-1   | 3-1   | 3-1   | 1-0   | 0-4   | 2-1   | 2-1   | 3-2   | 2-2   | 1-1   | 0-2   | 1-0   | 07/06 | 14/06 | 21/06 | 28/06 | 06/07 | 13/07 | 18/07 | 27/07 | 30/07 | 02/08 | 06/08 | 09/08 |
| Portland Thorns FC     | HOU   | NJ    | KC    | WNY   | SEA   | HOU   | WNY   | NJ    | BOS   | WNY   | WAS   | WAS   | NJ    | KC    | CHI   | CHI   | KC    | CHI   | BOS   | WAS   | SEA   | HOU   | BOS   | SEA   |
| Portland Thorns FC     | 0-1   | 1-1   | 3-1   | 1-1   | 0-1   | 0-1   | 2-1   | 0-1   | 4-1   | 07/06 | 15/06 | 21/06 | 25/06 | 28/06 | 04/07 | 09/07 | 13/07 | 17/07 | 20/07 | 23/07 | 27/07 | 03/08 | 10/08 | 17/08 |
| Seattle Reign FC       | BOS   | WAS   | HOU   | NJ    | WAS   | POR   | KC    | KC    | WNY   | NJ    | CHI   | BOS   | WNY   | NJ    | WNY   | BOS   | CHI   | CHI   | POR   | HOU   | KC    | HOU   | WAS   | POR   |
| Seattle Reign FC       | 3-0   | 3-1   | 2-0   | 0-2   | 1-2   | 0-1   | 3-2   | 1-1   | 2-2   | 1-3   | 07/06 | 19/06 | 22/06 | 28/06 | 02/07 | 06/07 | 12/07 | 20/07 | 27/07 | 30/07 | 02/08 | 06/08 | 09/08 | 17/08 |
| Sky Blue FC            | KC    | POR   | BOS   | SEA   | BOS   | CHI   | WNY   | WAS   | POR   | CHI   | SEA   | HOU   | CHI   | BOS   | POR   | SEA   | HOU   | KC    | WAS   | KC    | WNY   | HOU   | WNY   | WAS   |
| Sky Blue FC            | 1-1   | 1-1   | 3-2   | 0-2   | 1-0   | 1-1   | 2-0   | 3-3   | 0-1   | 0-2   | 1-3   | 08/06 | 15/06 | 22/06 | 25/06 | 28/06 | 02/07 | 06/07 | 20/07 | 27/07 | 31/07 | 09/08 | 13/08 | 16/08 |
| Washington Spirit      | WNY   | KC    | SEA   | CHI   | SEA   | KC    | WNY   | NJ    | HOU   | BOS   | CHI   | BOS   | POR   | POR   | HOU   | BOS   | WNY   | HOU   | NJ    | POR   | KC    | CHI   | SEA   | NJ    |
| Washington Spirit      | 1-3   | 3-1   | 3-1   | 0-1   | 1-2   | 2-1   | 3-2   | 3-3   | 3-2   | 2-3   | 0-1   | 11/06 | 15/06 | 21/06 | 28/06 | 02/07 | 12/07 | 17/07 | 20/07 | 23/07 | 30/07 | 02/08 | 09/08 | 16/08 |
| Western New York Flash | WAS   | CHI   | POR   | KC    | NJ    | WAS   | POR   | SEA   | HOU   | KC    | POR   | HOU   | CHI   | SEA   | BOS   | SEA   | HOU   | WAS   | KC    | BOS   | NJ    | BOS   | NJ    | CHI   |
| Western New York Flash | 1-3   | 1-0   | 1-1   | 2-1   | 2-0   | 3-2   | 2-1   | 2-2   | 1-2   | 1-0   | 07/06 | 11/06 | 18/06 | 22/06 | 27/06 | 02/07 | 05/07 | 12/07 | 18/07 | 25/07 | 31/07 | 03/08 | 13/08 | 16/08 |

 Victoire

 Match nul

 Défaite

## Statistiques individuelles
| Rang | Joueuse | Joueuse          | Club                   | Buts |
| ---- | ------- | ---------------- | ---------------------- | ---- |
| 1    |         | Amy Rodriguez    | FC Kansas City         | 9    |
| 1    |         | Kim Little       | Seattle Reign FC       | 9    |
| 2    |         | Jodie Taylor     | Washington Spirit      | 6    |
| 3    |         | Diana Matheson   | Washington Spirit      | 5    |
| 3    |         | Jessica McDonald | Portland Thorns FC     | 5    |
| 4    |         | Abby Wambach     | Western New York Flash | 4    |
| 4    |         | Lianne Sanderson | Boston Breakers        | 4    |
| 4    |         | Katy Freels      | Sky Blue FC            | 4    |
| 4    |         | Allie Long       | Portland Thorns FC     | 4    |

| Rang | Joueuse | Joueuse          | Club                   | Passes |
| ---- | ------- | ---------------- | ---------------------- | ------ |
| 1    |         | Beverly Goebel   | Washington Spirit      | 4      |
| 2    |         | Diana Matheson   | Washington Spirit      | 3      |
| 2    |         | Jen Buczkowski   | FC Kansas City         | 3      |
| 2    |         | Crystal Dunn     | Washington Spirit      | 3      |
| 2    |         | Lauren Holiday   | FC Kansas City         | 3      |
| 2    |         | Adriana Leon     | Chicago Red Stars      | 3      |
| 2    |         | Jessica Fishlock | Seattle Reign FC       | 3      |
| 2    |         | Adriana Martin   | Western New York Flash | 3      |
| 2    |         | Vicky Losada     | Western New York Flash | 3      |

### Meilleures gardiennes
| Rang | Gardienne        | Club                   | GP | MINS | SOG | SVS | GA | GAA   | W-L-T | SHO |
| ---- | ---------------- | ---------------------- | -- | ---- | --- | --- | -- | ----- | ----- | --- |
| 1    | Karina LeBlanc   | Chicago Red Stars      | 9  | 810  | 73  | 23  | 6  | 0.667 | 6-3-0 | 3   |
| 2    | Hope Solo        | Seattle Reign FC       | 10 | 900  | 88  | 31  | 8  | 0.800 | 8-0-2 | 4   |
| 3    | Bianca Henninger | Dash de Houston        | 2  | 180  | 25  | 14  | 2  | 1.000 | 1-1-0 | 0   |
| 4    | Taylor Vancil    | Chicago Red Stars      | 1  | 90   | 24  | 9   | 1  | 1.000 | 0-0-1 | 0   |
| 5    | Nadine Angerer   | Portland Thorns FC     | 9  | 810  | 108 | 36  | 10 | 1.111 | 4-3-2 | 2   |
| 6    | Lydia Williams   | Western New York Flash | 6  | 540  | 49  | 18  | 7  | 1.167 | 2-3-1 | 0   |
| 7    | Nicole Barnhart  | FC Kansas City         | 12 | 1080 | 103 | 33  | 16 | 1.333 | 5-4-3 | 4   |
| 8    | Brittany Cameron | Sky Blue FC            | 4  | 360  | 47  | 14  | 6  | 1.500 | 1-2-1 | 1   |
| 9    | Jillian Loyden   | Sky Blue FC            | 7  | 630  | 99  | 31  | 12 | 1.714 | 1-3-3 | 1   |
| 10   | Kelsey Wys       | Western New York Flash | 4  | 360  | 55  | 14  | 7  | 1.750 | 1-2-1 | 1   |

Source:

## Récompenses individuelles

### Récompenses mensuelles
| Mois    | Joueuse du mois | Joueuse du mois | Club             |
| ------- | --------------- | --------------- | ---------------- |
| Avril   |                 | Kim Little      | Seattle Reign FC |
| Mai     |                 |                 |                  |
| Juin    |                 |                 |                  |
| Juillet |                 |                 |                  |
| Août    |                 |                 |                  |

### Récompenses hebdomadaires
| Semaine    | Joueuse de la semaine | Joueuse de la semaine | Club                   |
| ---------- | --------------------- | --------------------- | ---------------------- |
| Semaine 1  |                       | Vicky Losada          | Western New York Flash |
| Semaine 2  |                       | Teresa Noyola         | Dash de Houston        |
| Semaine 3  |                       | Lianne Sanderson      | Boston Breakers        |
| Semaine 4  |                       | Sydney Leroux         | Seattle Reign FC       |
| Semaine 5  |                       | Amy Rodriguez         | FC Kansas City         |
| Semaine 6  |                       | Jodie Taylor          | Washington Spirit      |
| Semaine 7  |                       | Kelley O'Hara         | Sky Blue FC            |
| Semaine 8  |                       |                       |                        |
| Semaine 9  |                       |                       |                        |
| Semaine 10 |                       |                       |                        |
| Semaine 11 |                       |                       |                        |
| Semaine 12 |                       |                       |                        |
| Semaine 13 |                       |                       |                        |
| Semaine 14 |                       |                       |                        |
| Semaine 15 |                       |                       |                        |
| Semaine 16 |                       |                       |                        |
| Semaine 17 |                       |                       |                        |
| Semaine 18 |                       |                       |                        |
| Semaine 19 |                       |                       |                        |

## Statistiques diverses
Buts
- Meilleure attaque : Seattle Reign (22 buts marqués)
- Meilleure défense : Chicago Red Stars (7 buts encaissés)
- Premier but de la saison :  Allie Long   23e pour Portland Thorns FC contre Dash de Houston, le 12 avril 2014.
- Premier but contre son camp :  Amy Barczuk du Western New York Flash pour Washington Spirit, le 13 avril 2014.
- Premier penalty :  Kim Little   48e (pen.) pour Seattle Reign FC contre Boston Breakers, le 13 avril 2014.
- Premier doublé :  Kim Little   48e   53e pour Seattle Reign FC contre Boston Breakers, le 13 avril 2014.
- Premier triplé :  Jazmine Reeves   24e   44e   59e pour Boston Breakers contre Portland Thorns FC, le 28 mai 2014.
- But le plus rapide d'une rencontre :  Heather O'Reilly à la 55e seconde de jeu pour Boston Breakers contre Dash de Houston, le 20 avril 2014.
- But le plus tardif d'une rencontre :  Christine Nairn   90+3e pour Washington Spirit contre Dash de Houston, le 26 mai 2014.
- Plus grande marge de buts dans une rencontre : 4 buts
  - Dash de Houston 0-4 FC Kansas City, le 3 mai 2014.

- Plus grand nombre de buts dans une rencontre : 6 buts
  - Washington Spirit 3-3 Sky Blue FC, le 21 mai 2014.

- Les coups du chapeau de la saison :
  -  Jazmine Reeves   24e   44e   59e pour Boston Breakers contre Portland Thorns FC, le 28 mai 2014.

Discipline
- 78 cartons jaunes
- 5 cartons rouges
- Premier carton jaune :  Allie Long  14e lors de Dash de Houston - Portland Thorns FC, le 12 avril 2014.
- Premier carton rouge :  Lisa De Vanna   89e lors de Sky Blue FC - Boston Breakers, le 3 mai 2014.
- Carton rouge le plus rapide :  Kat Tarr   42e lors de Boston Breakers - Portland Thorns FC, le 28 mai 2014.
- Carton rouge le plus tardif :  Angela Salem   90+4e lors de Washington Spirit - Western New York Flash, le 17 mai 2014.
- Plus grand nombre de cartons jaunes dans un match : 5 cartons
  - Dash de Houston - Chicago Red Stars : pour Houston à (Ella Masar) et (Alyssa Mautz, Melissa Tancredi x2, Rachel Quon) pour Chicago, le 23 mai 2014.